# Guidan Dawaye (Aguié)
Guidan Dawaye (auch: Dawaye, Gidan Dawey, Guidan Dawey, Guidan Dawèye) ist ein Dorf in der Stadtgemeinde Aguié in Niger.

## Geographie
Das von einem traditionellen Ortsvorsteher (chef traditionnel) geleitete Dorf befindet sich rund 17 Kilometer nördlich des urbanen Zentrums von Aguié, der Hauptstadt des gleichnamigen Departements Aguié, das zur Region Maradi gehört. Zu den Siedlungen in der näheren Umgebung von Guidan Dawaye zählen Oura im Norden, Maïguigé im Nordosten, Jikata im Südosten und Naki Karfi im Westen.
Guidan Dawaye ist Teil der Übergangszone zwischen Sahel und Sudan. Die durchschnittliche jährliche Niederschlagsmenge beträgt hier zwischen 400 und 500 mm.

## Bevölkerung
Bei der Volkszählung 2012 hatte Guidan Dawaye 2459 Einwohner, die in 310 Haushalten lebten. Bei der Volkszählung 2001 betrug die Einwohnerzahl 1798 in 229 Haushalten und bei der Volkszählung 1988 belief sich die Einwohnerzahl auf 1178 in 193 Haushalten.
Die Bevölkerungsdichte in diesem Gebiet ist für nigrische Verhältnisse hoch. In Guidan Dawaye wird die Sprache Hausa gesprochen.

## Wirtschaft und Infrastruktur
Das Gebiet der Ebenen im südlichen Teil der Region Maradi, in dem die Siedlung liegt, ist von einer anhaltenden Degradation der ackerbaulichen Flächen gekennzeichnet, die mit der hohen Bevölkerungsdichte in Zusammenhang steht. Im Dorf ist ein Gesundheitszentrum des Typs Centre de Santé Intégré (CSI) vorhanden. Der CEG Guidan Dawaye ist eine Schule der Sekundarstufe des Typs Collège d’Enseignement Général. Als staatliche islamische Schule für Kinder wurde 2007 außerdem eine Medersa gegründet.